# Bruno Cieslewicz
Bruno Paul Cieslewicz (* 26. November 1890 in Berlin; † 2. September 1959 in Köln) war ein deutscher Manager.

## Leben
Cieslewicz trat 1905 als Lehrling in die Handelsgesellschaft Deutscher Apotheker (Hageda) ein. Im Ersten Weltkrieg übernahm er die Leitung der Essener Filiale. Er wurde nach Berlin in die Zentrale zurückberufen, erhielt Prokura und wurde am 20. Dezember 1924 Vorstandsmitglied. Er war zunächst stellvertretendes Vorstandsmitglied, später Generaldirektor und ab 1938 Vorstandsvorsitzender der Handelsgesellschaft Deutscher Apotheker (Hageda). 1955 schied er als Vorstandsmitglied aus.

## Ehrungen
- 1953: Verdienstkreuz (Steckkreuz) der Bundesrepublik Deutschland